# Jean-Michel Larqué
Jean-Michel Larqué nasceu em 8 de Setembro de 1947 em Bizanos (Pyrénées-Atlantiques), é um ex-futebolista francês que jogava como meio-campista e jogou do final da década de 1960 até o início da década de 1980.
Hoje em dia ele é um jornalista esportivo.

## Biografia

### Estreia no futebol
Nascido em 8 de setembro de 1947 em Bizanos, filho de um pai que trabalhava nas usinas e de uma mãe costureira, Jean-Michel Larqué iniciou sua formação no futebol no Jeanne d'arc le Béarn, um clube da cidade de Pau, onde seu avô paterno era zelador do estádio e seu pai o presidente do clube.
Em 1964, com 16 anos, Jean-Michel Larqué ganhou o prêmio de melhor jovem jogador da França em Colombes. Ele foi, após a conquista desse prêmio, procurado pelo olheiro do Saint-Etienne, Pierre Garonnaire, que propõe para ele um estágio no clube. Em outubro, ele vai fazer esse estágio de oito dias em Forez. Jogando junto com Aimé Jacquet e René Ferrier, ele impressiona os dirigentes do Saint-Etienne. Nesse mesmo período, ele se tornou o capitão da equipa de França júnior, composta, entre outros, por: Henri Michel, Luís Floch, Francisco Camerini e Marco Molitor.
Larqué foi cortejado por vários clubes, entre eles o Girondins de Bordeaux, mas acabou não fechando com o clube. Ele obteve seu diploma de bacharel em 1965 e começou o curso de educação física na cidade de Pau. Em outubro de 1965, deixou a cidade e juntou-se ao Saint-Étienne e junto com outros jovens jogadores do clube (Revelli, Bereta ou Camerini), integra-se rapidamente com outros jogadores como: Mitoraj, Jacquet, j. Herbin e Mekloufi.

### Carreira no Saint-Étienne (1966-1977)

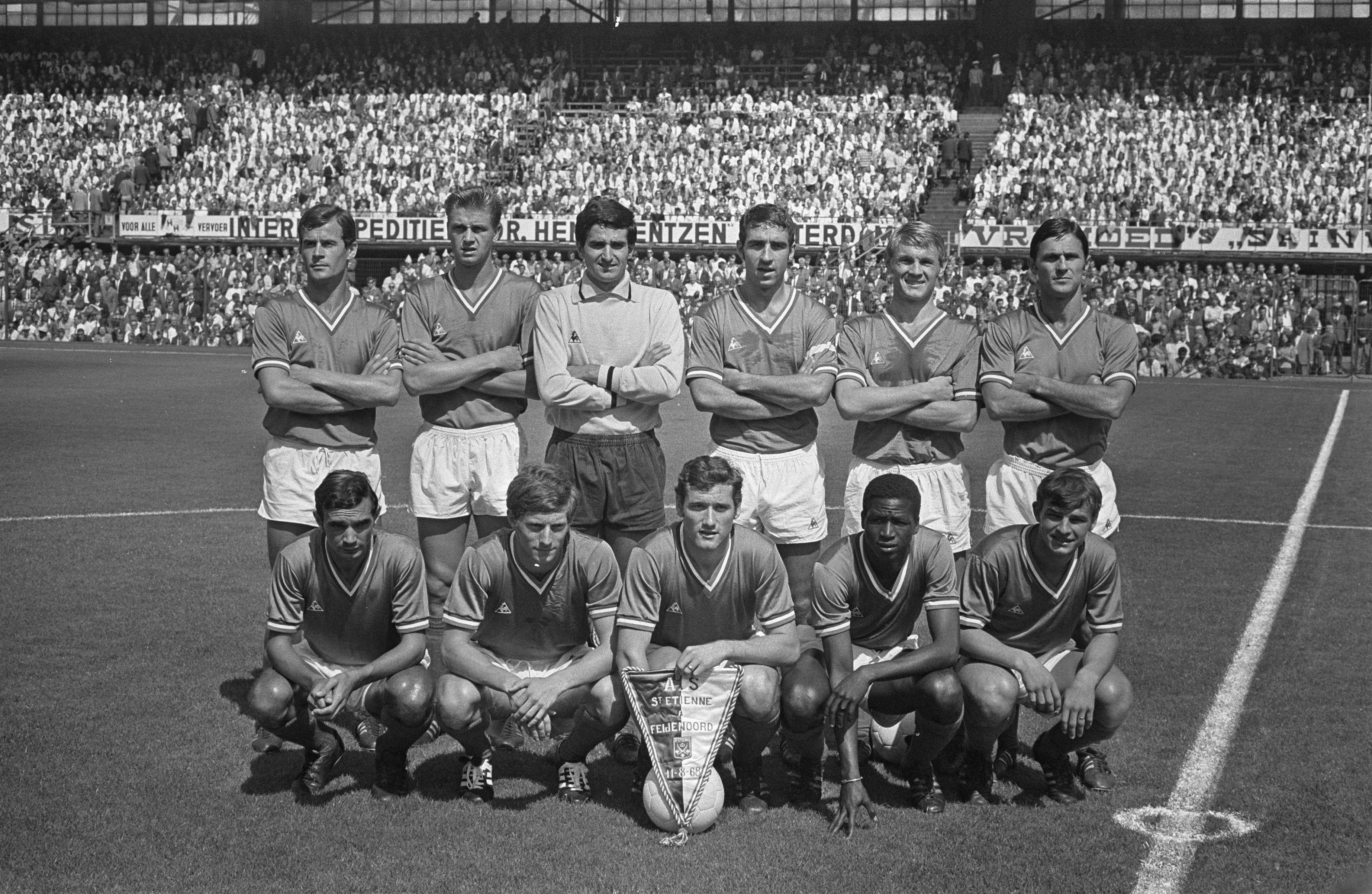
O time titular durante o jogo Saint-Etienne x PSV Eindhoven em 1968 (Larqué é o segundo da esquerda na linha de baixo).

Jean-Michel Larqué fez seu primeiro jogo no Saint-Étienne em 27 de março de 1966 no estádio Marcel Saupin contra o FC Nantes, sob o comando de Jean Snella, seduzido pela sua qualidade técnica. Posicionado pela direita, ele fez um bom jogo apesar de uma pesada derrota para o campeão da Ligue 1 (5-0).
No final da temporada, Larqué torna-se o titular da posição depois de uma séria lesão no joelho de Robert Herbin. Como titular, ele conquistou o seu primeiro título da Ligue 1 ao final da temporada 1966-1967.
Em 1968, dirigido por Albert Batteux, o Saint-Etienne venceu o seu primeiro doblé (Venceu a Copa e a Ligue 1) e disputou pela primeira vez a primeira rodada da Liga dos Campeões da UEFA. No entanto, Jean-Michel Larqué não disputou a final da Taça da França para dar lugar a Rachid Mekhloufi que jogou sua última partida da carreira.
Nesse mesmo ano, foi convocado para o Jogos Olímpicos de 1968 na Cidade do México. Sua convocação gerou uma grande controvérsia, pois o presidente do Saint-Étienne, Roger Rocher, queria que o jogador participasse do jogo contra o Celtic na Liga dos Campeões da UEFA que seria jogado durante a preparação da seleção olímpica em Font-Romeu-Odeillo-Via. O ministro dos esportes, o Marceau Crespin, impõem a decisão da FFF de convocar Larqué para os Jogos Olímpicos.
Nos Jogos Olímpicos de 1968, a Seleção Francesa, apesar de ter terminado com a primeira colocação do seu grupo, é eliminado nas quartas-de-final contra o Japão pelo placar de 3-1.
Em 10 de setembro de 1969, com o Saint-Etienne no topo da classificação e Jean-Michel Larqué já tendo marcado três gols no campeonato, ele é convocado pela primeira vez para a Seleção Francesa pelo técnico Georges Boulogne para um jogo da fase de qualificação para a Copa do mundo de 1970. Sua estréia na seleção acontece no segundo tempo de jogo substituindo Serge Chiesa, esse jogo terminou com a vitória francesa por 3-1, em cima da Noruega, com um "hat-trick" de Hervé Revelli, seu companheiro de clube.
O Saint-Etienne foi novamente campeão da Ligue 1 em 1969, foi o seu quarto título consecutivo do torneio. Nesse mesmo ano, ele abandona suas outras atividades e assina o seu primeiro contrato profissional com um salário de 3.000 francos por mês. O Saint-Étienne nesse ano também venceu a Supercopa da França quando venceu por 3-2 o Olympique de Marselha; Larqué marcou o terceiro gol do Saint-Etienne. Com esse título, o clube conseguiu um histórico triplé pois venceu copa-liga-supercopa.

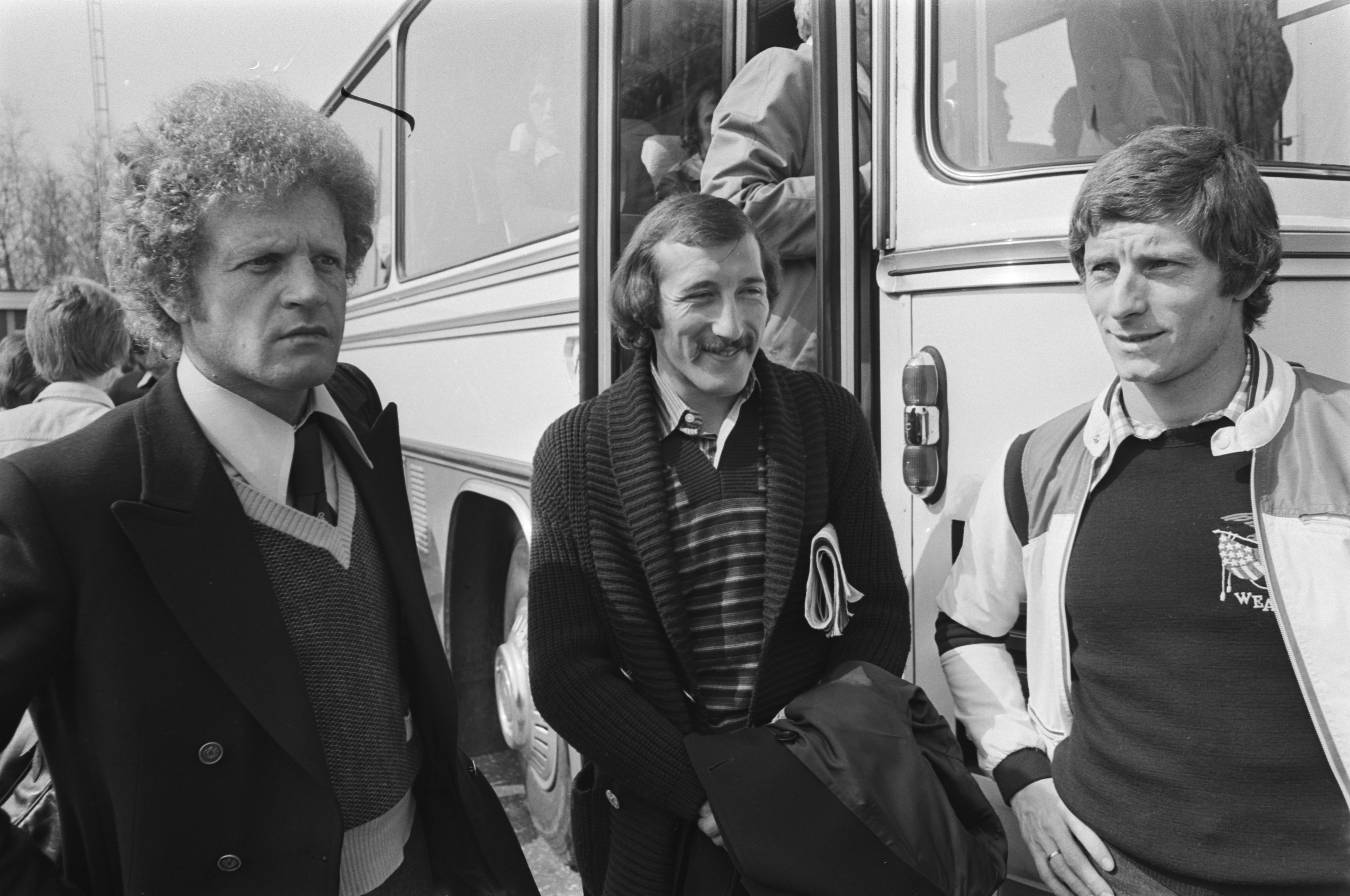
Larqué na direita, com o seu treinador Robert Herbin e Patrick Revelli, em 1976.

Depois de três temporadas sem título, o clube resolveu fazer mudanças no elenco como a contratação de Robert Herbin para ser o  treinador. Com essas mudanças, Jean-Michel Larqué tornou-se o capitão da equipe e o Saint-Etienne conseguiu voltar a ganhar a Ligue 1 em 1974.
Na temporada de 1974-1975, os Verdes fizeram sua primeira campanha de destaque na Liga dos Campeões da UEFA quando eliminaram o Sporting de Portugal, o Hajduk Split (com gol de Larqué) e o Ruch Chorzów (com um gol decisivo de Larqué), antes de perder por 2-0 nas semi-finais para o Bayern de Munique.
Nesse mesmo ano, o Saint-Etienne venceu mais uma vez o campeonato francês, o primeiro título de Larqué como capitão. Em 14 de junho de 1975, ele ganhou a Copa da França por 2-0 contra o RC Lens, onde ele marcou um gol memorável que é considerado até hoje como um dos mais belos da história do torneio.
Por este ano excepcional, Larqué ganhou o prêmio de Melhor Jogador Francês. Por essa boa fase, ele atraiu o interesse do Bayern de Munique e por pouco não foi contratado pelo Real Madrid mas o presidente do Saint-Etienne, Roger Rocher, o convenceu a ficar.

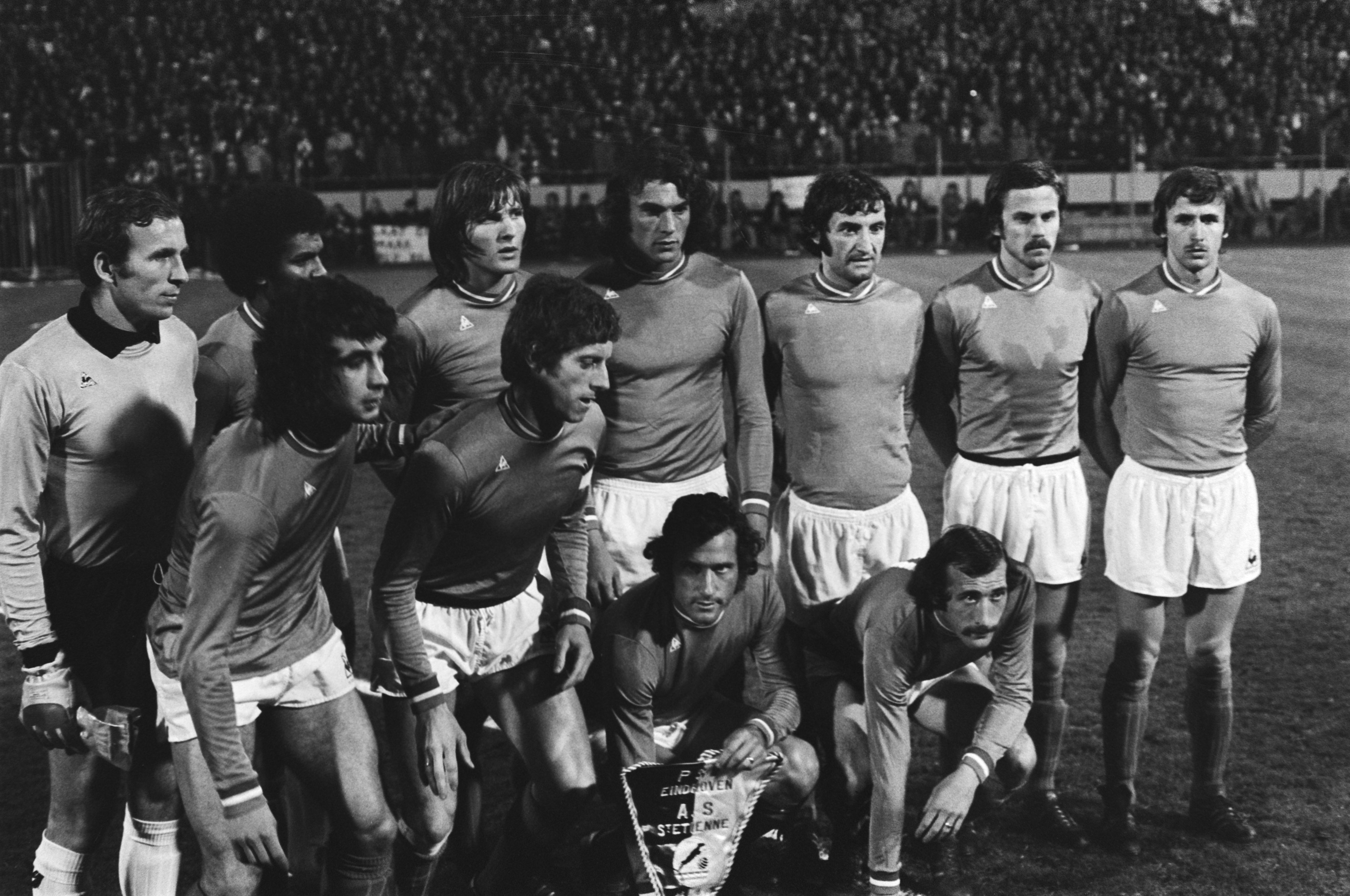
O time titular nas semi-finais da Liga dos Campeões no jogo entre Saint-Etienne x PSV Eindhoven, em 1976.

Na temporada seguinte, o Verde venceu o campeonato francês pelo terceiro ano consecutivo e fez uma campanha na Liga dos Campeões que entrou para a história, nessa campanha eles eliminam o Kjøbenhavns Boldklub (5-1), o Glasgow Rangers (4-1), o Dínamo Kiev (3-2) e o PSV Eindhoven (1-0) até chegar a final. Larqué desempenhou um papel importante nessa campanha: ele marcou em duas cobranças de falta nas quartas e nas semi-final contra o Dínamo de Kiev e o PSV Eindhoven.
Na final, eles enfrentaram o Bayern de Munique em Glasgow em 12 de maio de 1976. Em uma final equilibrada o Verde acertou duas vezes a trave antes de sofrer o gol de falta de Franz Roth, esse gol garantiu o título do Bayern de Munique.
Capitão em seus últimos três jogos na Seleção Francesa, Jean-Michel Larqué jogou seu último jogo nos Blues em 1 de Setembro de 1976 em um amistoso em Copenhaga, contra a Dinamarca. Machucou o joelho e acabou fora da Copa do Mundo De 1978.
A temporada seguinte foi decepcionante para Jean-Michel Larqué. Ele se machucou no início da temporada e voltou no derby contra o Olympique Lyonnais, quando fez o primeiro gol dos Verdes com uma cabeçada. Apesar desse bom jogo, o seu nível estava em declínio e foi evidenciado por seu desempenho contra o Liverpool nas quartas-de-final da Liga dos Campeões quando o time perdeu por 3-1 e Larqué jogou muito mal.
Devido ao mau desempenho da equipe, Robert Herbin foi demitido em maio de 1977 e Larqué acabou indo para o banco. Não satisfeito com esta situação, ele deixa o Saint-Étienne para ir jogar no Paris Saint-Germain.

### O fim da carreira em Paris (1977-1983)
Em julho de 1977, Jean-Michel Larqué tornou-se o treinador do Paris Saint-Germain, tornando-se aos 29 anos, um dos mais jovens treinadores da história da primeira divisão. Em um clube em construção, o primeiro ano foi complicado e Larqué voltou a jogar e se tornou um treinador-jogador. No final da temporada, o Paris Saint-Germain terminou na décima primeira colocação do campeonato.
Francisco Borelli é eleitor como novo presidente e ordena que Larqué se dedique exclusivamente como jogador e que deixe o cargo de treinador em agosto de 1978. Ele jogou vinte jogos nessa temporada e o PSG terminou o campeonato na décima terceira posição.
Jean-Michel Larqué deixou o clube depois de 25 jogos em duas temporadas mas antes de deixar o clube definitivamente ele fez uma última temporada no Paris Saint-Germain como diretor-geral do clube.
Em 1980, Jean-Michel Larqué assinou com o Racing Club de Paris que estava na Divisão 3. Durante a temporada de 1980-1981, os Parisienses terminaram em quarto lugar, a seis pontos do promovido, RC Fontainebleau.
Na temporada seguinte, se tornou o treinador da equipe. Larqué e sua equipe terminaram em sétimo lugar, com nove pontos de diferença para o promovido, o Red Star 93.
No final do ano de 1982, Jean-Michel Larqué coloca um fim definitivo a sua carreira como treinador.

## Vida Pessoal
Casou em 1969 com sua primeira esposa, Renata, e eles tiveram três filhos: Peggy, Gregório e Antônio.
Divorciado desde 2001, Jean-Michel Larqué vive em Saint-Pée-sur-Nivelle, no País Basco, com sua companheira, Roberta Dolci. Eles têm uma filha, Manon..

## Títulos

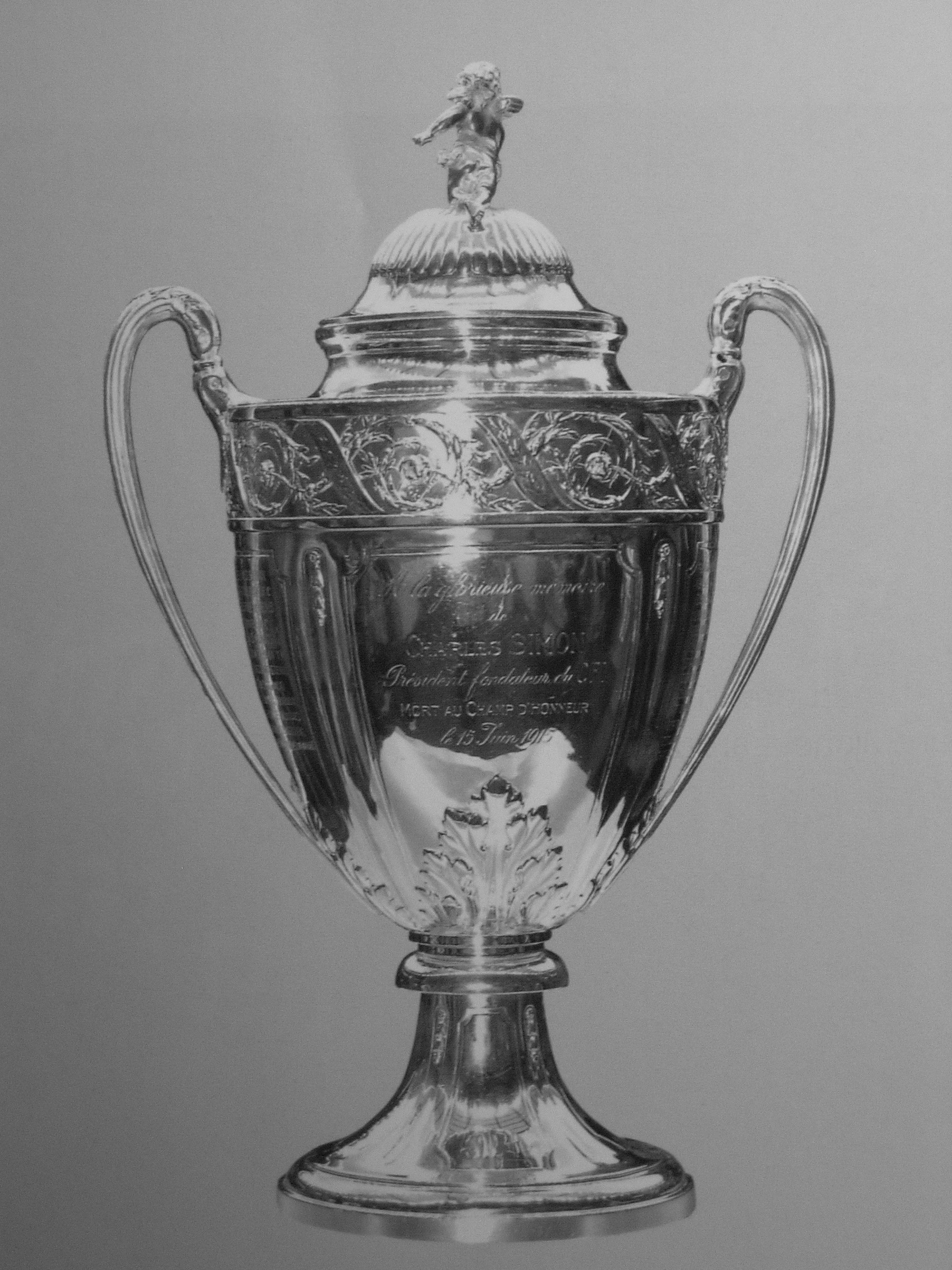
Jean-Michel Larqué levantou por três vezes o troféu da Copa da França.

- Ligue 1: 1967, 1968, 1969, 1970, 1974, 1975 e 1976.

- Coupe de France: 1970, 1974 e 1975.

- Supercopa: 1967, 1968 e 1969

### Individuais
- Melhor jogador francês: 1975

- Medalha da"Académie des sports

- Cavaleiro da Legião de honra

## Estatísticas
Estatísticas de Jean-Michel Larqué como treinador
| Equipe               | de   | até  | Estatísticas | Estatísticas | Estatísticas | Estatísticas | Estatísticas |
| Equipe               | de   | até  | J            | V            | N            | D            | % de v.      |
| -------------------- | ---- | ---- | ------------ | ------------ | ------------ | ------------ | ------------ |
| Paris Saint-Germain  | 1977 | 1978 | 48           | 17           | 11           | 20           | 35,41 %      |
| Racing Club de Paris | 1981 | 1982 | 35           | 12           | 13           | 10           | 34,28 %      |

## Outros Trabalhos

### Filmografia
- 1996 : Delphine 1, Yvan 0 por Dominique Farrugia
- 2001 : O Fabuloso Destino de Amélie Poulain, de Jean-Pierre Jeunet
- 2009 : Micmacs à pneu larigot por Jean-Pierre Jeunet

### Discografia
- É apenas um ou dois animado, Footbrothers, 1991
- Muito Thierry, Thierry Roland, Jean-Michel Larqué, Jacky Hanouna e Manuel Del Rio das Flores, 1992.